# Hermann Hettner
Hermann Julius Theodor Hettner (né le 12 mars 1821 au manoir de Niederleyserdorf près de Goldberg-en-Silésie et mort le 29 mai 1882 à Dresde) est un historien de la littérature, historien de l'art et directeur de musée prussien.

## Biographie
Hermann Hettner est le second fils du propriétaire du manoir Karl Friedrich Hettner (1788-1867) et d'Anna Helene Döring (1788-1847). De 1833 à 1838, il étudie au lycée d'Hirschberg, étudie la philosophie et la philologie à Berlin, Heidelberg et Halle, mais passe des études philosophiques aux études d'histoire de l'art et de la littérature en 1843, notamment lors d'un séjour à Breslau. À cette fin, il entreprend un voyage de plusieurs années dans les états italiens en 1844, séjourne principalement à Rome et à Naples et ne revient en Prusse qu'à Pâques 1847. Le voyage italien donne lieu à la publication de la Vorschule zur bildenden Kunst der Alten (Oldenbourg 1848) et de Die napolitanische Malerschulen (dans les Schweglers Jahrbücher).
Hettner est habilité en 1847 à Heidelberg comme maître de conférences privé en esthétique et histoire de l'art. En 1848, année de la révolution, il s'y lie d'amitié avec le philosophe Ludwig Feuerbach, le savant néerlandais Jakob Moleschott et le poète suisse Gottfried Keller. La même année, il se marie avec Marie, fille de l'homme d'État baron von Stockmar de Cobourg. Trois enfants sont nés de ce mariage, dont l'archéologue allemand Felix Hettner (de).
L'ouvrage de Hettner Die Romantische Schule in ihrem Zusammenhang mit Goethe und Schiller est publié en 1850, comme presque tous ses autres écrits, par la maison d'édition d'Eduard Vieweg (de) à Brunswick. Le travail incite sa nomination à l'Université d'Iéna, où il est allé à Pâques 1851 en tant que professeur agrégé d'esthétique, d'art et d'histoire littéraire. À l'été 1852, il entreprend un voyage en Grèce avec les philologues classiques Karl Wilhelm Göttling (de) et Ludwig Preller (de), qu'il décrit dans les Das moderne Drama (1853). Son livre Das moderne Drama (1852), qu'il a écrit en étroite correspondance avec son ami Keller, a paru avant cela.
En 1855, Hettner est nommé directeur de la Collection royale d'antiquités et professeur d'histoire de l'art à l'Académie des beaux-arts de Dresde. Un an plus tard, sa femme Marie est décédée, avec qui il a trois enfants. En 1858, Hettner se marie avec Anna Grahl, fille du peintre de Dresde August Grahl. Il y a sept autres enfants de ce mariage, parmi lesquels le géographe Alfred Hettner et l'homme politique et juge saxon Franz Hettner (de). Les Hettner vivent dans la Wiener Straße (de) et, pendant les mois d'été, la famille désormais nombreuse loue ce qu'on appelle la «Villa Betti», qui jouxte la propriété de la Villa Rosa (de).
En prenant également la direction du musée historique et en devenant professeur ordinaire d'histoire de l'art à l'école polytechnique royale, Hettner élargit considérablement son champ d'action à Dresde. Avant même de quitter Iéna, il a déjà publié la première partie de son œuvre majeure et complète : Literaturgeschichte des 18. Jahrhunderts (Histoire littéraire du XVIIIe siècle), qui est achevée en 1870 et qui traite de la littérature anglaise, française et allemande (1855-79 en plusieurs éditions). Cette histoire de la littérature, à la fois scientifique et populaire grâce à sa présentation vivante et captivante, compte parmi les œuvres les plus spirituelles et les plus efficaces du XIXe siècle.
Après avoir terminé son histoire de la littérature, Hettner s'oriente principalement vers des études d'histoire de l'art sur l'histoire de la Renaissance, dont les premiers fruits sont les Italienischen Studien (1879).
Hettner est membre du (éphémère) Corps Silesia Berlin (1839/40) et du Corps Saxo-Borussia Heidelberg (1841).
Hermann Hettner est mort le 29 mai 1882. Sa tombe à l'ancien cimetière Sainte-Anne (de) à Dresde se trouve initialement dans une tombe familiale, qui est repensée en 1979 et 1983 selon une conception de Jürgen Schieferdecker (de) en tant que mémorial de la TU Dresden et est aujourd'hui destinée à commémorer huit autres professeurs importants dont les tombes sont détruits pendant la Seconde Guerre mondiale se trouvent, parmi eux, Julius Ambrosius Hülße (de), Gustav Zeuner, Georg Helm et Martin Dülfer (de). En mai 2020, des inconnus volent le buste en bronze créé par Ernst Hähnel et plusieurs urnes décoratives. Une initiative de l'Association des cimetières Sainte-Anne, de la TU Dresde et d'un grave sponsor est lancée, qui est financée par le bureau du district de Plauen de la capitale de l'État et la TU Dresden. Un atelier de moulage artistique de Weinböhla est chargé de faire une copie basée sur un moule du buste original dans les collections d'art d'État de Dresde. Il est fabriqué à partir d'un mélange d'acrylique et de poudre de cuivre qui imite la patine caractéristique du plastique d'origine. La réplique est installée le 21 décembre 2020 érigé dans l'ancien cimetière Sainte-Anne.

## Famille
issu d'un 1er mariage avec Marie née Stockmar (1827-1856) :
1. Elisabeth Hetner
2. Georg Hettner (de) (1854-1914), mathématicien allemand
3. Felix Hettner (de) (1851-1902), archéologue

du 2e mariage avec Anna Elisabeth née Grahl (1838-1897) :
1. Alfred Hettner (1859–1941), géographe marié en 1899 avec Bertha Rohde (1879–1902); marié en 1925 avec Marie Mall (morte en 1955)
2. Marie Anna Elisabeth Hettner (1860–1905) mariée en 1886 avec Friedrich (Fritz) Wilhelm Jakob Ostermayer (1859–1925), conservateur et gardien d'art à Dessau
3. Hermann Martin Hettner (1862-1884 suicide)
4. Franz Hettner (de) (1863–1946), avocat administratif, homme politique saxon et juge marié en 1893 avec Anna Elise Stübel (née en 1870)
5. Rosa (Röschen) Hettner (1865–1934) mariée en 1886 avec Richard Schmaltz (1865–1935), médecin
6. Erich Hettner (1868–1933), entrepreneur, fondateur de l'usine de perceuses Hettner (de) marié en 1900 avec Grete Unger (1881–1959)
7. Otto Hettner (de) (1875-1931), peintre marié avec Jeanne Alexandrine Thibert
  1. Roland Hettner (de) (1905-1978), peintre et céramiste
  2. Sabine Hettner (1907-1985), peintre

## Publications

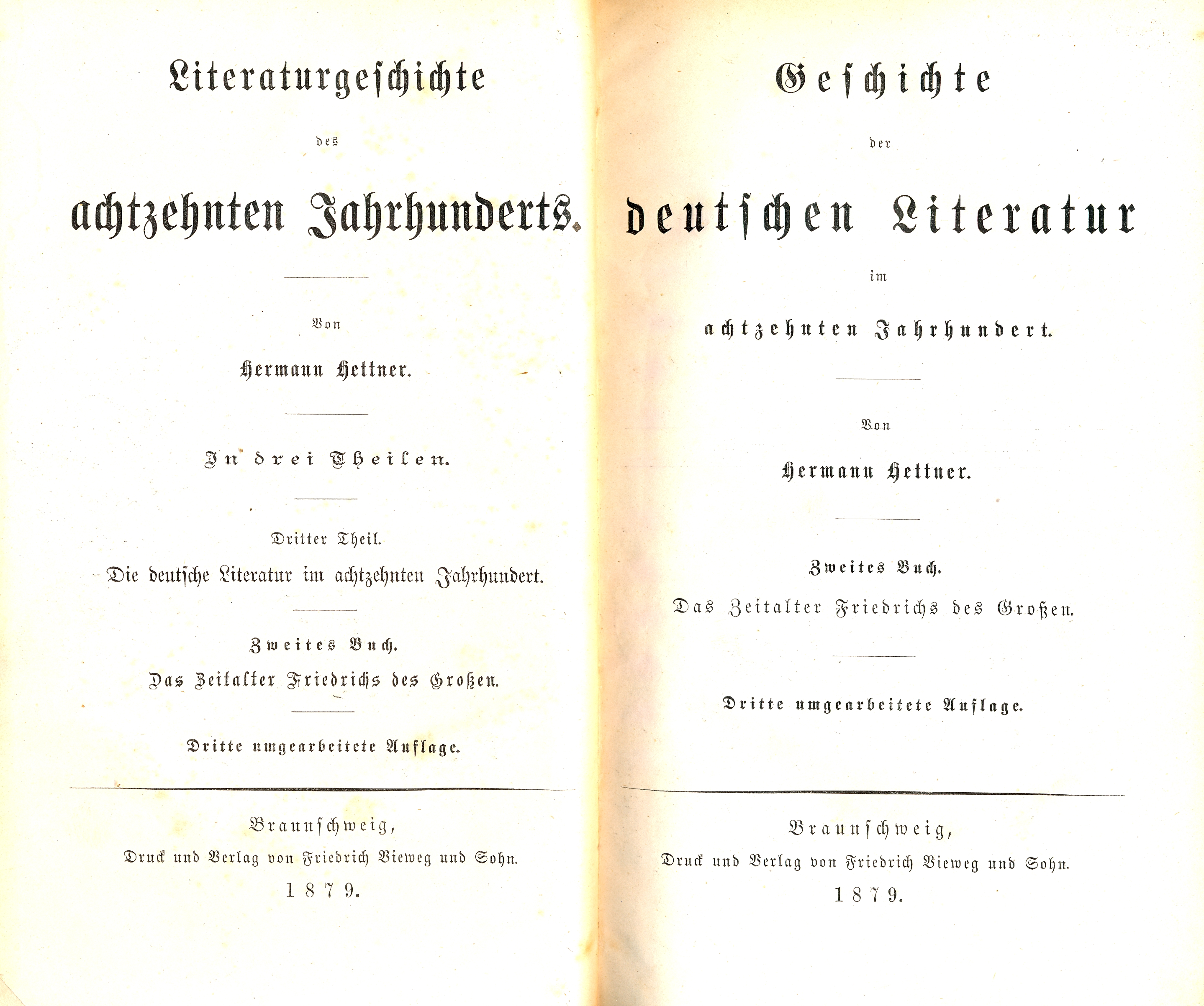
Geschichte der deutschen Literatur im achtzehnten Jahrhundert, Brunswick 1879 (double page de titre)

- Geschichte der französischen Literatur im achtzehnten Jahrhundert. Friedrich Vieweg und Sohn, Braunschweig 1860.
- Geschichte der deutschen Literatur im achtzehnten Jahrhundert, Friedrich Vieweg und Sohn, Braunschweig 1879
- Literaturgeschichte des achtzehnten Jahrhunderts. In 3 Teilen. Friedrich Vieweg und Sohn, Braunschweig 1856 ff.
- Die Bildwerke der königlichen Antikensammlung zu Dresden. Dresden 1856, 3. Auflage 1875.
- Der Zwinger zu Dresden. Leipzig 1873.
- Georg Forster’s Briefwechsel mit S. Th. Sömmering. Hrsg. von H. Hettner. Braunschweig 1877.
- Kleine Schriften. Hrsg. von Anna Hettner. Braunschweig 1884.

### Correspondance
- Jürgen Jahn: Der Briefwechsel zwischen Gottfried Keller und Hermann Hettner. Berlin und Weimar 1964.